# Capitalisation
Pour les articles homonymes, voir Capitalisation (homonymie).
Ne doit pas être confondu avec Capitalisation boursière.
La capitalisation est un système de placement financier dont les revenus (intérêts, dividendes, plus-values de cessions…) ne sont pas versés périodiquement au bénéficiaire, mais transformés en capital pour produire à leur tour des revenus jusqu'à l'échéance du remboursement final.
C'est souvent le cas pour un plan d'épargne dans lequel l'épargnant fait un versement initial et des versements périodiques, puis récupère en fin de contrat une somme globale (ou dans certains cas, une rente, versée elle aussi périodiquement).

## Retraite par capitalisation
Dans un système de retraite par capitalisation, l'épargnant achète à l'établissement financier des droits futurs, généralement une part future des bénéfices générés par un placement collectif. Le système de retraite par capitalisation, s'oppose conceptuellement à celui de retraite par répartition.
C'est le système de l'assurance-vie, c’est-à-dire que le « risque » contre lequel on se prémunit est bien le cas où le souscripteur serait en vie à la date de référence (c'est donc bien l'inverse d'une assurance décès).
Le système est très souple et très variable, les contrats sont donc très divers. Par exemple, ils peuvent ou non prévoir :
- une possibilité de faire bénéficier autrui (un conjoint, un enfant, ou même un tiers sans liens familiaux…) des droits acquis, soit par désignation explicite soit au moment du décès du premier bénéficiaire (« reversion » ; dans ce cas, il y a généralement une forte décote sur les droits) ;
- une possibilité de se retirer en tout ou partie, c'est-à-dire de reconvertir les points en capital, à partir d'un certain délai (en France souvent huit ans, pour s'aligner sur les durées minimales pour bénéficier de certains avantages fiscaux) ;
- une possibilité de choix (« arbitrage ») entre différents types de « supports » avec des caractéristiques différentes (supposés plus ou moins sûr, plus ou moins rentables) (contrat dit « multi-supports ») ;
- une rente viagère ;
- des services annexes : assurances invalidité, etc. et sans limite autre que l'imagination de l'assureur et celles du droit général.

Ce système constitue une bonne solution pour contourner un droit successoral parfois peu conforme aux souhaits.

### Autres formes de capitalisations
- Contrat de capitalisation
- Assurance-vie
- Assurance construction